# 레고 듀플로
듀플로(DUPLO)로 상표가 지정되고 로고에서 듀플로로 양식화 된 레고 듀플로(Lego Duplo)는 레고 그룹(The LEGO Group)에서 만드는 조립 장난감 레고의 핵심 제품 범위에 속하는 주요 시리즈중 하나이다. 레고 듀플로(Lego Duplo)는 1.5 ~ 5세 어린이를 위해 설계되었다. 듀플로 브릭(Duplo brick)은 기존 레고 브릭(Lego bricks)의 길이, 높이, 너비의 두 배의 사이즈 크기와 보다 가볍게 설계되어  취급하기 쉽고 어린 아이들이 삼킬수 없도록 크게 제작되었기에 안전하다. 크기에도 불구하고 기존 레고 브릭과 여전히 호환되도록 설계되었으며 다양한 조합을 통해 다채로운 아이디어와 창의적인 영감을 일깨워주는데 효과적인 놀이식 학습 도구이다.

## 모델
1969년에 처음 출시된 듀플로(Duplo) 제품군은 브릭(bricks)만을 사용해서 만들수있는 기본 모델(model)들에서 뿐만아니라 캐릭터 피규어(figure)나 강아지 피규어같은 동물 피규어(figure) 및 자동차, 주택 및 기차 세트를 추가적으로 포함해 확장될수있도록 설계되어있어 이러한 개방형 놀이를 통한 자기표현능력 강화 및 역할 놀이에서의 스토리 상상력 및 창작능력 발달에 효과적이다.
듀플로(Duplo) 시리즈는 헝가리 니레지하저(Nyíregyháza)에서 제조된다.

## 브릭
|  | 듀플로(DUPLO) 브릭과 레고 일반 브릭(brick)의 크기 |
|  | 듀플로(DUPLO) 브릭과 레고 브릭(brick)의 복합 조립 |

## 같이 보기
- 레고랜드